# Hongshui He (vattendrag i Kina, Qinghai)
Hongshui He (kinesiska: 洪水河) är ett vattendrag i Kina. Det ligger i provinsen Qinghai, i den nordvästra delen av landet, omkring 1 000 kilometer väster om provinshuvudstaden Xining.
Genomsnittlig årsnederbörd är 248 millimeter. Den regnigaste månaden är juli, med i genomsnitt 62 mm nederbörd, och den torraste är december, med 1 mm nederbörd.